# Midway (atol)
L'Atol Midway (també conegut com a illes Midway) és un territori no incorporat dels Estats Units. El seu estatus és el d'Àrea insular i està a càrrec del Departament de l'Interior, inclòs a les illes d'Ultramar Menors dels EUA.
Les illes formen un atol de 6,2 km² localitzat en el Pacífic Nord, prop de l'extrem nord-occidental de l'arxipèlag de Hawaii, consistent en una barrera de coral en forma d'anella, i nombrosos illots de sorra. Les dues illes més importants quant a grandària, Sand Island i Eastern Island, són l'hàbitat de milers d'aus marines.
Les seves coordenades són 28° 13′ N, 177° 22′ O / 28.217°N,177.367°O. Es troben les illes aproximadament a mig camí entre Califòrnia i les Filipines, fet que originà el nom en anglès midway ('mig camí').
L'economia se sustenta completament amb fons governamentals, i tant aliments com béns de manufactura han de ser importats. L'àrea de Midway és reconeguda especialment per la batalla de Midway, que es va tenir lloc durant la Segona Guerra Mundial. La Marina dels Estats Units va repel·lir un atac japonès; aquesta victòria nord-americana va marcar un canvi en l'escenari de la guerra en el Pacífic.

## Transport
El mètode habitual per arribar a Sand Island, l'única illa poblada de l'atoll de Midway, és amb avions noliejats que aterren al camp Henderson de Sand Island, que també funciona com a pista de desviament d'emergència per a vols transpacífics.